# Pedro Causil
Pedro Causil Rojas (San Andrés Isla, Colombia; 14 de abril de 1991) es un deportista colombiano en la especialidad del patinaje de velocidad sobre patines en línea y sobre hielo, ha sido 18 veces campeón mundial en la modalidad de patinaje en línea, siendo el segundo patinador con más títulos mundiales en la historia de Colombia, sólo superado por Andrés Felipe Muñoz con 27 títulos orbitales. Causil fue campeón en los Juegos Sudamericanos Medellín 2010 y en los Juegos Centroamericanos y del Caribe Mayagüez 2010. En el 2015, tras ganar oro y plata en los Juegos Panamericanos Toronto 2015, abandonó el patinaje en línea para dedicarse enteramente al patinaje de velocidad sobre hielo. Causil, quien tres años atrás empezó su transición al patinaje sobre hielo en Países Bajos (potencia mundial de la disciplina), logró la clasificación a los Juego Olímpicos de Invierno 2018 en Corea del Sur, en las pruebas de 500 y 1000 metros lanzados, siendo el primer patinador colombiano que participa de las justas invernales. Sin embargo, debido a su desmotivación producto del bajo desempeño en las competencias olímpicas donde participó, ocupando los últimos lugares, y a las pocas garantías bríndadas por la Federación Colombiana de Patinaje para continuar un nuevo ciclo olímpico debido a los altos costos de entrenar en el extranjero, Causil anunció en 2019 su retorno a la alta competencia en el patinaje en línea. En su regreso al patín en línea, ganó dos medallas de oro en los Juegos Panamericanos 2019 de Lima (Perú), convirtiéndose en el deportista colombiano con más medallas de oro en la historia de los Juegos Panamericanos con cinco en total.

## Trayectoria
La trayectoria deportiva de Pedro Causil Rojas se identifica por su participación en los siguientes eventos nacionales e internacionales:

### Juegos Suramericanos
Fue reconocido su triunfo de ser el octavo deportista con el mayor número de medallas de la selección de  Colombia en los juegos de Medellín 2010.

#### Medellín 2010
Su desempeño en la novena edición de los juegos, se identificó por ser el duodécimo deportista con el mayor número de medallas entre todos los participantes del evento, con un total de 6 medallas:

- , Medalla de oro: 300m Contra Reloj Hombres
- , Medalla de oro: Patinaje de Velocidad Carrera Velocidad 500 m Hombres
- , Medalla de oro: Patinaje de Velocidad Velocidad Ruta 500 m Hombres
- , Medalla de oro: Patinaje de Velocidad Relevo 3000 m Carril Hombres
- , Medalla de plata: Patinaje de Velocidad Carrera Carril 1000 m Hombres
- , Medalla de plata: Patinaje de Velocidad Contra reloj Ruta 200 m Hombres

### Juegos Centroamericanos y del Caribe
Fue reconocido su triunfo de ser el noveno deportista con el mayor número de medallas de la selección de  Colombia 
en los juegos de Mayagüez 2010.

#### Mayagüez 2010
Su desempeño en la vigésima primera edición de los juegos, se identificó por ser el vigésimo sexto deportista con el mayor número de medallas entre todos los participantes del evento, con un total de 4 medallas:

- , Medalla de oro: 1000 m Grupo
- , Medalla de oro: 3000 m Relevos
- , Medalla de oro: 300m Contrarreloj
- , Medalla de bronce: 200 m Contrarreloj